# Ludger Schnieder
Ludger Schnieder (* 28. Oktober 1955 in Lünen; † 24. Januar 2023) war ein deutscher Schauspieler und Theaterleiter.

## Leben
Seine Schullaufbahn absolvierte Schnieder am Gymnasium St. Christophorus in Werne. Hier begann er, Theater zu spielen und sich politisch zu engagieren. Er war Mitglied der Naturfreundejugend und der DKP. Seiner Vorliebe für das Theaterspielen blieb er auch während seines Studiums der Publizistik, Germanistik und Soziologie in Münster von 1973 bis 1979 treu. Zu jener Zeit wohnte er in einer Politkommune in Senden und stand im Ruhrgebiet auf diversen Theaterbühnen.
Im Jahr 1978 gab ihm Regisseur Adolf Winkelmann eine Hauptrolle in dessen preisgekröntem Spielfilmerstling Die Abfahrer an der Seite von Detlev Quandt. Nach einigen weiteren Film- und Fernsehproduktionen gab Schnieder Anfang der 1980er Jahre die Schauspielerei auf. Ab 1982 absolvierte er seinen Zivildienst in Hannover. Dort betreute er anschließend einige Theaterbetriebe, organisierte Festivals und war für das Kulturzentrum Pavillon tätig. Schauspielerkollegen der Theaterinitiative Münster e.V., gründeten in kollektiver Leitung 1985 das Theater im Pumpenhaus. Für die Unterstützung ihrer Arbeit mit dem Schwerpunkt Öffentlichkeitsarbeit und internationale Kontakte engagierten sie Ludger Schnieder schon bald nach der Gründung des Hauses. In dieser Funktion blieb Ludger Schnieder unter wechselnden Leitungen dem Pumpenhaus treu. Nach der Umwandlung in eine GmbH im Jahr 1999 war Schnieder Geschäftsführer und künstlerischer Leiter des Pumpenhauses. Im Juni 2022 kündigte Schnieder an, die Theaterleitung im Sommer 2023 aufzugeben. Neben seiner Leitungstätigkeit war Schnieder unter anderem als Dramaturg einer jüdischen Theatergruppe in Boston tätig.
Schnieder war verheiratet und zweifacher Vater. Er starb nach kurzer schwerer Krankheit im Alter von 67 Jahren.